# Santa Salut
Salut Cebrià (Sabadell, 21 de junio de 1998) más conocida con el seudónimo de Santa Salut, es una MC catalana en activo desde el año 2017. Las letras de sus canciones tratan cuestiones de denuncia social y de temática anticapitalista, antifascista, antirracista y feminista. Ha hecho colaboraciones con cantantes de rap como son SWIT EME, Adala, Las Ninyas del Corro JazzWoman, así como con los grupos Kaos Urbano y Oques Grasses.

## Discografía

### Álbumes
- Conversaciones Internas (2019)
- Discordia (2022)[6]